# Garay (municipio)
Garay (oficialmente en euskera: Garai) es una anteiglesia y municipio vizcaíno en el País Vasco, España. Está situado en la comarca del Duranguesado con una extensión de 7,12 km², con una población de 308 habitantes (2017) y una densidad de población de 43,26 hab/km².

## Toponimia
El nombre completo de la anteiglesia era San Miguel de Garay, aunque el municipio que surgió de la misma se denominó Garay a secas. El nombre del pueblo puede tener dos orígenes etimológicos diferentes: por un lado puede deberse a la ubicación del pueblo, que está en una zona elevada que domina la comarca del Duranguesado, ya que garai significa en euskera alto o la parte de arriba; pero también puede deberse a los hórreos, que son típicos de esta zona de Vizcaya y que reciben en el dialecto local del vasco el nombre garaidxe. Así, San Miguel de Garay podría traducirse tanto como San Miguel del hórreo, como San Miguel de lo alto.
Tradicionalmente, el nombre del pueblo se ha escrito Garay, pero según las modernas normas ortográficas del euskera en este idioma se escribe como Garai. En la década de 1990 el ayuntamiento cambió la denominación oficial de Garay a Garai.

## Geografía
Garay está situado en las faldas del monte Oiz, en la comarca del Duranguesado del territorio histórico de Vizcaya. Tiene una extensión de 7,12 km² y una población que ronda los 300 habitantes, que se dedican fundamentalmente a la explotación maderera de los abundantes bosques, a la agricultura y a la ganadería, así como al trabajo en las industrias de la comarca. 
Posee dos iglesias principales, que en otros tiempos fueron parroquias independientes, dedicadas a San Miguel Arcángel y a San Juan Evangelista (esta sin culto), y varias ermitas diseminadas por sus barrios, entre las que se encuentran la de Santa Catalina Virgen y Mártir, construida por la casa de Duñaiturri y situada en el barrio del mismo nombre, y la de San Juan Bautista de Momoitio, en cuyos aledaños se recuperó en 2009 una necrópolis medieval. 
Aunque de amplia extensión territorial su núcleo urbano es pequeño. El paisaje está dominado por los campos de pasto y los bosques, tanto de plantaciones de coníferas para su explotación comercial como los autóctonos. Las explotaciones agrícolas de los numerosos caseríos del municipio marcan también el paisaje.
En el valle que se forma al sureste bajo la cumbre del Oiz destaca la producción hidroeléctrica en pequeñas centrales. El escaso caudal del río obliga a la recogida horizontal de las aguas que mueven las turbinas de las centrales que se sitúan en el fondo del valle.
La vertiente sur se abre al valle del Ibaizabal creando miradores naturales sobre el mismo y las moles calizas de los montes del Duranguesado y sierra de Aramotz.
Caseríos

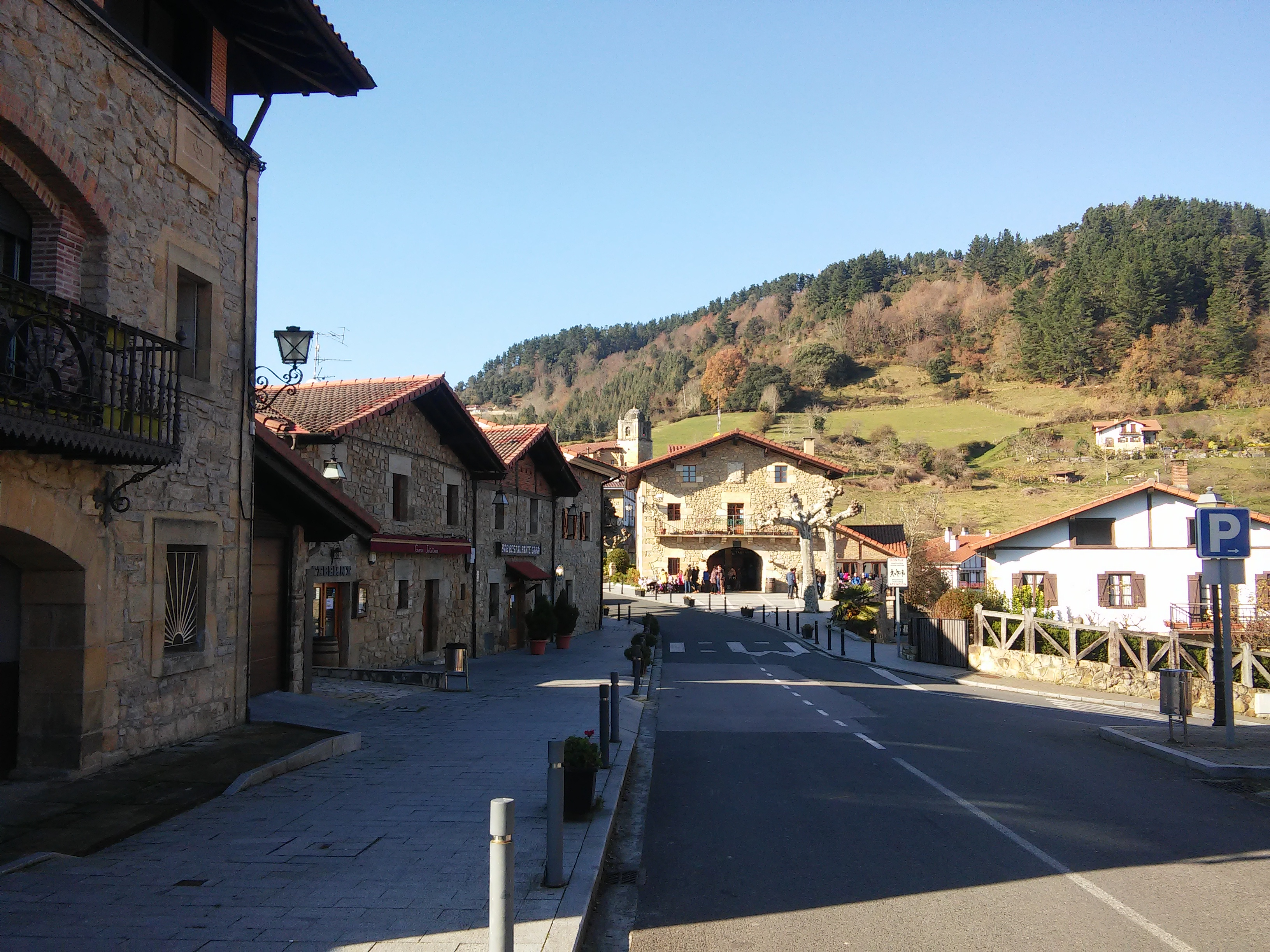
Calle principal de Garay

Aiartza (Aiarza) Goena, Aiartza (Aiarza) Barrena, Aiartza (Aiarza) Erdikoa, Aiartza (Aiarza) Goitia, Aldatza, Arroita Beitia, Arroita Ganekoa, Askaiturrieta, Barraikua Atzekoa, Barraikua Aurrekoa, Barrainkua, Bekoetxea, Bekoetxea Errota, Beratua Azpikoa, Beratua Erdikoa, Beratua Goena, Duina Beitia (Duñabeitia), Duina Iturri (Duñaiturri), Emaldia, Etxebarria, Etxeita, Etxeitabehe (Etxeitabe), Etxetxuaga, Garai Andia, Garai Goitia, Guzurmendi, Ikastoikua, Landaberena, Lazpita, Mailukiza (Mallukiza), Milikua, Milikua Bizkar, Momoitio Azpikoa, Momoitio Ganekoa, Oar Azpikoa, Oar Erdikoa, Oar Ganekoa, Orubeta, Otokoa, Potoko, Ugalde, Urien Azpikoa, Urien Ganekoa, Urresti, Zelai Bizkar (Solabizkar), Zelai Garai (Solagarai), Zelaia.

## Historia

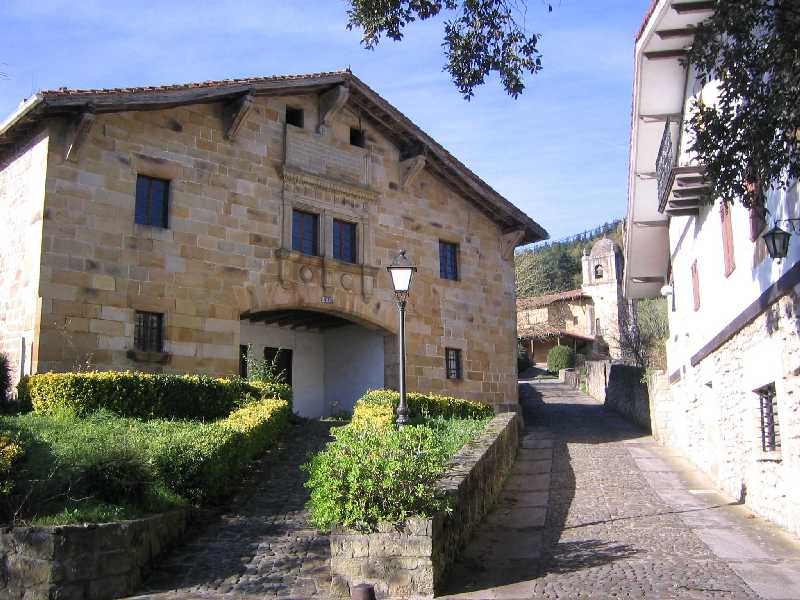
Palacio de Garatikua

El origen de Garay, como el del resto de las anteiglesias, se pierde en el tiempo, entroncando con el de la Tierra Llana de Vizcaya. Perteneció a la Merindad de Durango, en cuyas Juntas ocupaba el asiento número 6. Su población estaba dividida en dos barriadas y dedicada en su mayoría a las actividades agrícolas propias del país: cosecha de maíz, trigo, hortalizas, legumbres, cerezas y recogida de manzanas y castañas en las zonas más altas.
En San Miguel de Garay existe un solar donde se ubica el caserío palacio de Garatikua construido por el conquistador Juan de Garay, gobernador del Paraguay. A este lugar se le denominaba en el siglo XIX Garay-Goitia. 
En 1704 Garay contaba con treinta y seis hogueras, según se desprende de un fogueramiento efectuado en toda Vizcaya en el citado año, decretado por la Junta General del Señorío con fecha 28 de junio, a fin de poder hacer los repartimientos de los gastos generales del Señorío.
El 1 de mayo de 1966 la organización terrorista ETA llevó a cabo una de sus primeras acciones significativas, cuando un comando de dicha organización, encabezada por el histórico activista Xabier Zumalde ocupó el pueblo de Garay durante unas cuantas horas. La ocupación se limitó a cortar el teléfono, realizar varias pintadas y colocar la bandera del País Vasco (entonces ilegal, en plena Dictadura de Francisco Franco) en lugar visible. El comando abandonó el pueblo antes de que llegara la Guardia Civil.

## Demografía
Garay cuenta con una población de 342 habitantes (INE 2024).
| Gráfica de evolución demográfica de Garay entre 1842 y 2021 |
| |
| Población de derecho según los censos de población del INE Población de hecho según los censos de población del INEEn estos censos se denominaba Garay: 1842, 1857, 1860, 1877, 1887, 1897, 1900, 1910, 1920, 1930, 1940, 1950, 1960, 1970, 1981, 1991 y 2001 |

## Símbolos
Se conserva una bandera de 1886 que era exhibida por el grupo de baile de la anteiglesia. En 1952 se confeccionó una nueva bandera por encargo de la familia Zubiaurre, que la donó al grupo de danzas y es la que se usa en los actos oficiales del ayuntamiento. Hay también un pendón municipal igual a la bandera. La bandera de Garay es utilizada por otros grupos de danzas del País Vasco.
La bandera se conforma con cuadrados que se dividen en 8 triángulos distribuidos como sigue: comenzando por la izquierda, en el sentido de las agujas del reloj, verde, morado, blanco, verde, blanco, morado, verde, blanco. En el centro, entre motivos vegetales, la inscripción «anteiglesia de Garay 1952».

## Cultura

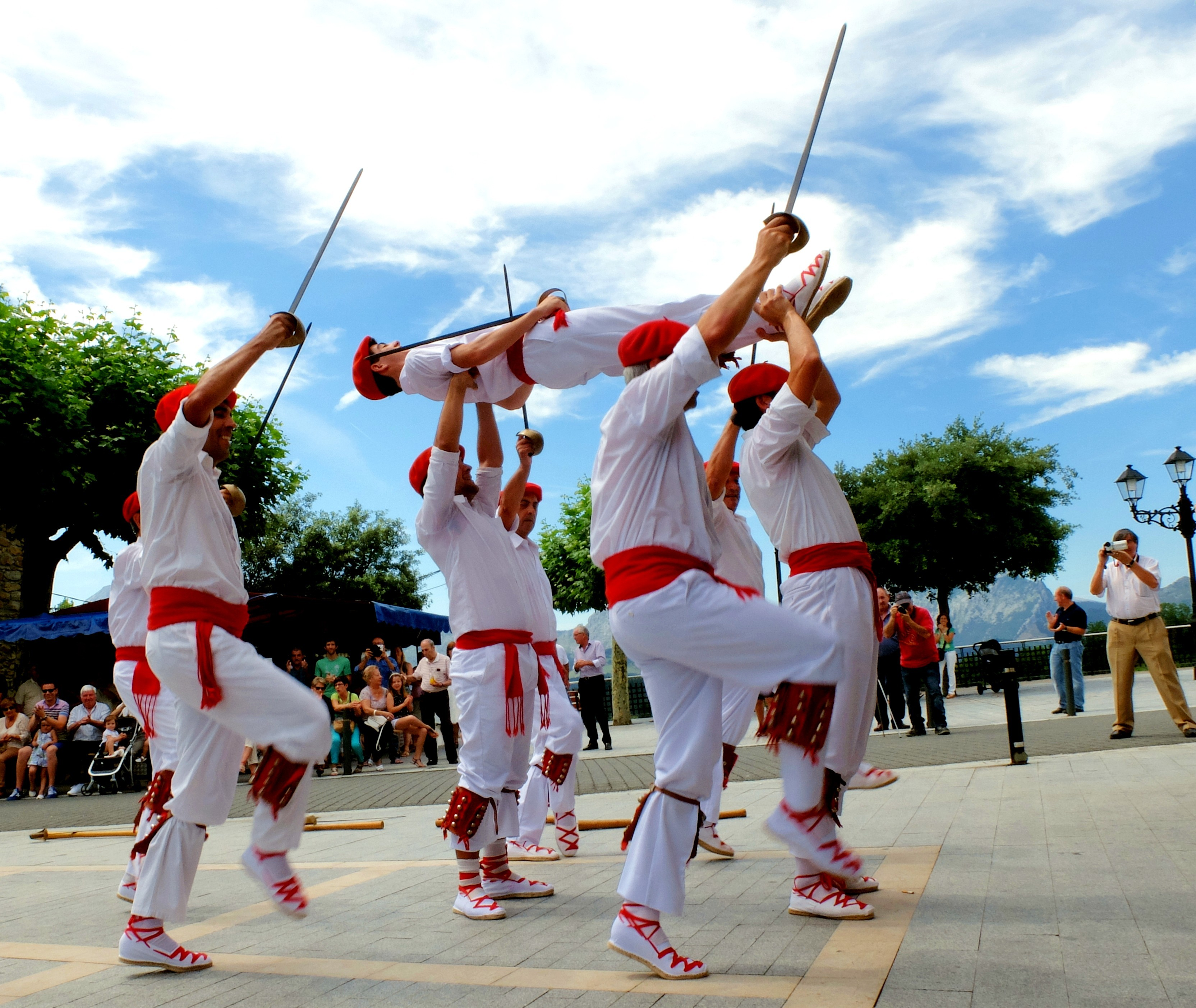
Dantzaris

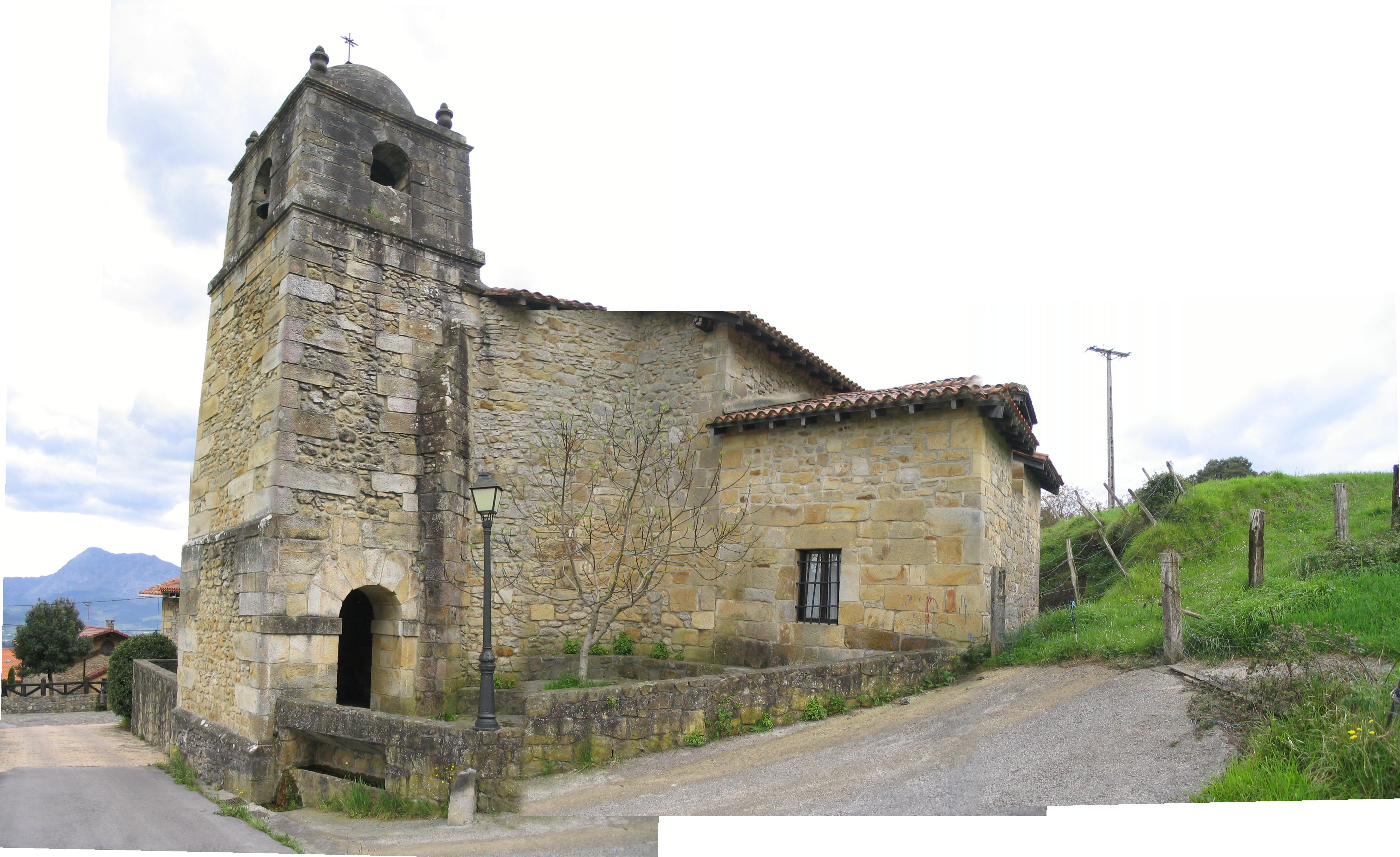
Iglesia de San Juan

### Patrimonio
Iglesia de San Juan Evangelista
Fue la parroquia dependiente de la parroquia de Berriz, se construyó a mediados del siglo XVI, en 1550, Es un templo de una sola nave con bóveda de madera, cabecera ochavada, pórtico amplio orientado al sur y torre de campanas en el este.
Destaca en el este edificio la bóveda de madera muy poco frecuente en el País Vascos, aunque comíún en el valles del Duero en el entorno solo hay algo parecido en las iglesias de Lemoniz y Artea. Esta cubierta se divide en tres ambientes diferenciados. En el centro la nave mayor, una armadura de limas o de artesa que sigue la planta del templo, es decir, ochavada en la cabecera y recta en los pies, y a los laterales acoge sendas parejas de capillas hornacinas, realizadas en madera. La parte plana y los faldones están casetonados, lo que es la única ornamentación del techo. La madera es de roble y carece de tallas o policromías. 
El coro alto se alza a los pies de la nave sobre un arco corrido formado por dos hoja de tablazón machihembradas. Las tablas que lo forman se disponen verticalmente alternándose piezas lisas con otras finas y labradas con bisel. Toda la obra de carpintería, techo incluido, se ejecutó para 1616.
Las paredes tienen restos de pinturas al temple, quedan cuatro fragmentos en los que se ven retos de hornacinas, columnas y tallos vegetales, al parecer los escasos ingresos de la parroquia impidieron que se construyeran los altares por algún tiempo. Estas pinturas van desde 1550 hasta los siglos XVII y XVIII. Los dos altares que se conservan en la actualidad datan, el dedicado ala virgen con columnas salomónicas de 1700 y el otro, el de San Antonio Abad de 1635. 
La torre se alzó en 1850 de la mano de Mateo Barrenechea y es un elemento neoclásico de tres cuerpos coronado por una pequeña cúpula. La iglesia ya no tiene culto y se dedica a actividades culturales.
San Miguel Arcángel
Esta es la parroquia que dependía de la troncal de Abadiano. Se construyó en 1545 sobre una pequeña ermita. Es un templo de una sola nave, en su lado sur se eleva la torre de campanas que es de estilo neoclásico. Destaca en su interior la imagen de la Virgen de los Dolores y la cajonwera de la sacristía, junto al lavamanos y un cristo.
Ermita de San Juan Bautista de Momoitio
ermita del siglo XII con una importante necrópolis medieval. Tiene una planta rectangular con muros de mampostería vista y sillería en los esquinales. La sacristía, que se ubica al suroeste, está realizada en 1786 y es obra de Martín Mauricio de Larrea, La ermita se remodeló en 1754 y en 1981.
En su entorno se halla una necrópolis medieval que fue excavada entre 1982 y 1985 bajo la supervisión del arqueólogo Iñaki García Camino. Una vez finalizado el estudio fue cubierta. En el año 2009, dentro del proyecto Aostarri, desarrollado conjuntamente por la asociación Gerediaga Elkartea y el Ayuntamiento de Garay con el patrocinio del departamento de cultura de la Diputación Foral de Vizcaya, se procedió a la recuperación de algunas estelas funerarias medievales de los siglos IX y X que se han colocado en torno a la ermita, tal y como se encontraban en aquella época. También se han reconstruido, con la colaboración del cantero Bernat Vidal, las estelas que se hallaron en 1981 con motivo de la renovación de la ermita y en las posteriores excavaciones y se han recolocado en la necrópolis. Además, las dos ventanas que tiene la sacristía de la ermita se han adecuado como exposición. En estas nuevas vitrinas el visitante podrá conocer la importancia histórica del conjunto, mediante fotografías, textos, reproducciones arqueológicas, etc. 
Dentro de la ermita se exhiben restos de las lápidas originales que conservaba el ayuntamiento. Se han instalado unos sensores de luz que detectan el movimiento del visitante, que de ese modo, puede ver los materiales expuestos en las vitrinas de la parte sur de la ermita y también los restos de las lápidas originales que se encuentran en el interior.
Ermita de Santa Catalina Virgen y Mártir
Se sitúa en el cruce de Santa Catalina, al que da el nombre, cerca del caserío de Etxeita. En este cruce convergen las vías que vienen de San Juan de Momoitio, Goiuria (Yurreta), el núcleo urbano de Garay y el camino que sube hasta el Castro de Tromoitio, restos de un recinto fortificado fechado en la segunda mitad del primer milenio antes de Cristo, donde son visibles aún sus muros defensivos.
La ermita, construida por la familia Doñaiturri y reedificada en 1773, es un edificio rectangular de mampostería y sillería en los remates con tejado a cuatro aguas. Su frente está formado por un pórtico que cierra la entrada al recinto con una reja de madera. Delante del mismo hay un sarcófago de piedra del siglo IX o X procedente, seguramente, de la cercana ermita y necrópolis de San Juan de Momoitio y una gran cruz también de piedra. El interior, una imagen de la santa y una gran crucifijo.
Casa palacio de Garatikua
Es un caserío palacio construido en 1574 por Juan de Garay y su hijo Lope, descendientes del linaje de Urretxa de Suso tal y como reza la gran inscripción que tiene en su fachada.

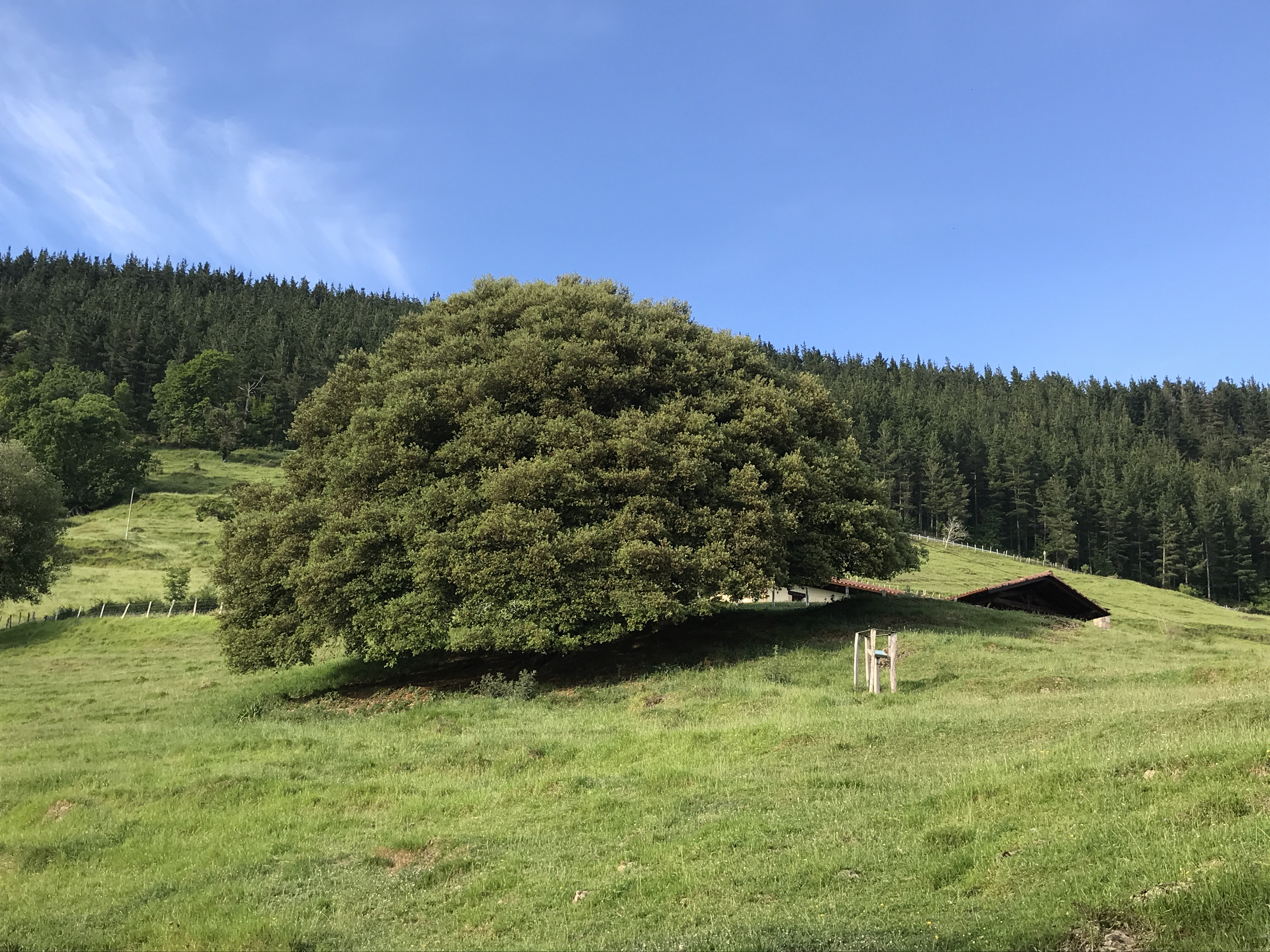
Encina de Etxeita
Es una espectacular encina de 19 metros de diámetro y más de 60 metros de circunferencia en su copa, bajo la cual se pueden guarecer más de 300 ovejas. Es uno de los árboles protegidos por el Gobierno Vasco. El proceso de poda durante generaciones para conseguir madera y alimento para el ganado ha logrado la forma amplia y regular de su copa.

### Fiestas
En Garay se celebran diferentes fiestas y todas sus ermitas celebran el día del santo al que están consagradas. Las fiestas principales son las que se realizan en honor A Santiago. Cabe destacar las interesantes danzas y bailes que se realizan en estas fiestas. Son especialmente destacables las interpretaciones de Ezpatadantza (Baile de las espadas), Gernikako Arbola dantza (Baile del árbol de Guernica), la Dantzari dantza, la Agintariena y el Ikurrin dantza.
- 24 de junio, fiesta de San Juan de Momoitio.
- 25 de julio, fiesta mayor de Garay. Misa en la parroquia y procesión en la que la imagen del Santiago es llevada por los dantzaris, que bailan en la plaza del pueblo en honor del santo las danzas Agintaria y el Gernikako Arbola.
- 26 de julio, Santa Ana continuación de las fiestas de Santiago con una representación similar al día anterior.
- 31 de julio, San Ignacio, es el último día de las fiestas de Santiago.

## Administración y política
| Partido político                                              | 2023  | 2023  | 2023       | 2019  | 2019  | 2019       | 2015  | 2015  | 2015       | 2011  | 2011  | 2011       | 2007  | 2007  | 2007       |
| Partido político                                              | %     | Votos | Concejales | %     | Votos | Concejales | %     | Votos | Concejales | %     | Votos | Concejales | %     | Votos | Concejales |
| Euzko Alderdi Jeltzalea-Partido Nacionalista Vasco (EAJ-PNV)  | 57,02 | 138   | 4          | 48,67 | 110   | 4          | 34,88 | 75    | 2          | 33,33 | 76    | 2          | 39,83 | 92    | 3          |
| Herriko Taldea (HT)                                           | 40,49 | 98    | 3          | 46,01 | 104   | 3          | 58,14 | 125   | 5          | 64,91 | 148   | 5          | 54,55 | 126   | 4          |
| Partido Popular del País Vasco (PP)                           | 0,00  | 0     | 0          | 1,32  | 3     | 0          | –     | –     | –          | 0,00  | 0     | 0          | 0,87  | 2     | 0          |
| Partido Socialista de Euskadi-Euskadiko Ezkerra (PSE-EE PSOE) | –     | –     | –          | –     | –     | –          | –     | –     | –          | 0,44  | 1     | 0          | –     | –     | –          |